# جينا تومسون
جينا تومسون (بالإنجليزية: Gina Thompson)‏ هي مغنية أمريكية، ولدت في 1976 في فينيلاند في الولايات المتحدة.

## وصلات خارجية
- الموقع الرسمي
- جينا تومسون على موقع ميوزك برينز (الإنجليزية)
- جينا تومسون على موقع ديسكوغز (الإنجليزية)